# Scorțeni (Bacău)
Scorţeni é uma comuna romena localizada no distrito de Bacău, na região de Moldávia. A comuna possui uma área de 44.58 km² e sua população era de 3146 habitantes segundo o censo de 2007.